# Alexandra Maurer

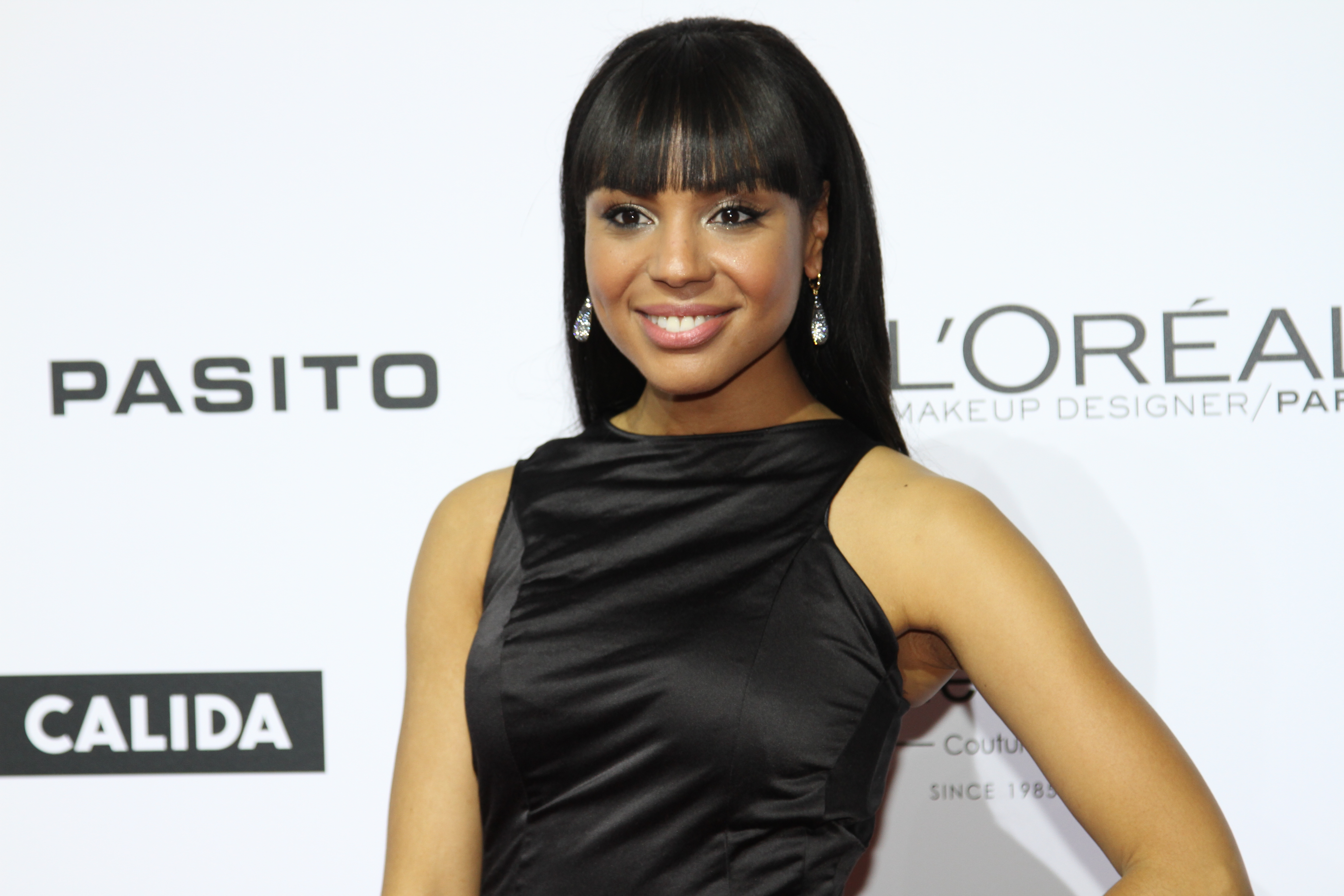
Alexandra Simone Maurer auf der Miss Schweiz Wahlgala 2015

Alexandra Simone Maurer (* 24. März 1982 in Zürich) ist eine Schweizer Fernseh- und Radiomoderatorin sowie Redakteurin mit jamaikanischen Wurzeln.

## Leben
Maurer wuchs zweisprachig mit ihrer jamaikanischen Mutter und ihrem Schweizer Vater auf. Sie absolvierte eine KV-Lehre an der Business School Zürich und schloss dort 2006 ihre Ausbildung zur Marketingassistentin ab. Zudem absolvierte sie eine Tanz- und Ballettausbildung. Bis 2007 arbeitete sie in ihrem Beruf als Kundenbetreuerin bei der Publimedia AG und später bei Carat Switzerland. 2008 sammelte sie als Moderatorin erste Erfahrungen beim Fernsehen für VIVA und MTV Schweiz. Hier nahm sie an der Castingshow Joya rennt teil und moderierte für die Lifestylesendung Freakish TV. Danach wechselte sie zu Star TV Schweiz. Dort präsentierte sie die Call-in-Show Swissquiz.
2009 begann sie als Redakteurin und Moderatorin einer Morgensendung beim Berliner Radiosender Jam FM. 2010 wechselte sie zum Zürcher Radiosender Radio 105 und arbeitete hier als Moderatorin und Redakteurin für die Morgensendung. Seit dem Sendestart des Jugendfernsehsenders joiz in der Schweiz gehörte Maurer zum festen Moderatorenteam und arbeitete vor und hinter der Kamera für die Sendungen Living Room, Coffee+Charts und Home Run. Als der Sender 2013 nach Deutschland expandierte, machte sie wieder den Schritt nach Deutschland und war bis kurz vor seiner Einstellung für den Fernsehsender joiz Germany als Moderatorin tätig. Hier stand sie für die Sendungen Living Room, Ein Date mit Alexandra, Coffee+Charts und Home Run vor der Kamera. Im November 2014 war sie Teilnehmerin bei Stefan Raabs TV total Turmspringen.
Seit 2023 arbeitet Maurer bei Radio Energy als Moderatorin im Tagesprogramm.

## Moderationen
- 2008–2010: Call-in-Show Swissquiz (Star TV)[2]
- 2010–2015: Live-Lifestylesendung Living Room (Joiz Schweiz)
- 2010–2016: Chartshow Coffee+Charts (Joiz Schweiz)
- 2010–2014: Live-Musiksendung Home Run (Joiz Schweiz)
- 2012, 2013: „Roter Teppich“ Swiss Music Awards 2012/2013 (SRF/Joiz Schweiz)
- 2013: UGGs Fashion Show
- 2013, 2014, 2015: „Roter Teppich“ Elite Night
- 2013, 2014: Jelmoli Beauty Night
- 2013–2014: Talksendung Ein Date mit Alexandra (Joiz Germany)
- 2014: Elite Model Look Schweiz (ProSieben Schweiz)
- 2014: Wohltätigkeitsgala Echo 2014
- 2015: Check-In (Joiz Germany)
- 2015: Got To Dance (ProSieben)[4]
- 2015: Got to Dance Kids (Sat.1)[5]
- 2015–2016: Liveshow Live&Direkt (Joiz Germany)
- seit 2015: Live-Lifestyleshow Like Us. Das Sixx Magazin (Sixx)[6]
- seit 2015: Jurymitglied der Miss Schweiz Organisation[7]
- seit 2018: deutschen Ausgabe von HQ Trivia
- 2020: Deine Hochzeit – LIVE! (RTL ZWEI)
- 2020: o2 Music Hall (ProSieben)[8]
- 2020: The Masked Singer Switzerland (ProSieben Schweiz)[9]